# Joan-Baptista Chèza
Joan-Baptista Chèza o Jean Baptiste Chèze (Corresa, Llemosí, 1870 — Brach, Aquitània, 1935) va ser un escriptor occità en llengua d'oc i francès. Va cultivar tant els camps de la dramatúrgia, com de la poesia bucòlica passant pel conreu de la narrativa.

## Obres
- Tracasson e autras peçòtas (1936)
- Contes e nhòrlas de Joan-de-la-Luna (1932)
- Una princesa dins la tor (1932)